# Laguna Salada (kommun)
Laguna Salada är en kommun i Dominikanska republiken.   Den ligger i provinsen Valverde, i den nordvästra delen av landet, 180 km nordväst om huvudstaden Santo Domingo. Antalet invånare i kommunen är cirka 24 000.
Terrängen i Laguna Salada är kuperad åt nordost, men åt sydväst är den platt.
Följande samhällen finns i Laguna Salada:
- Laguna Salada